# Helmut Neuhaus
Pour les articles homonymes, voir Neuhaus.
Helmut Neuhaus, né le 29 août 1944 à Iserlohn en Rhénanie-du-Nord-Westphalie, est un historien allemand qui étudie le début de la période moderne. De 1989 à 2009, il occupe la chaire d'histoire moderne I à l'Université Friedrich-Alexander d'Erlangen-Nuremberg.

## Biographie
Helmut Neuhaus étudie l'histoire, l'allemand et la philosophie ainsi que le droit et les sciences politiques à Tübingen et Marbourg. En 1971, il réussit son premier examen d'État pour enseigner dans les lycées. En 1975, il obtient son doctorat à Marbourg de Gerhard Oestreich dans les matières Histoire médiévale et moderne, Histoire ancienne et littérature allemande moderne avec le travail Reichstag und Supplikationsausschuß. Ein Beitrag zur Reichsverfassungsgeschichte der ersten Hälfte des 16. Jahrhunderts.
Onze ans plus tard, Neuhaus s'habilite en histoire moderne et contemporaine. Cela est suivi par sa nomination en tant que conférencier privé. De 1973 à 1988, il travaille comme collaborateur scientifique et assistant scientifique aux universités de Marbourg et de Cologne. Entre 1974 et 1992, de nombreux postes d'enseignant le conduisent à Millersville (USA), ainsi qu'à Cassel et Iéna. De 1987 à 1988, il est professeur par intérim d'histoire moderne à l'Université catholique d'Eichstätt (de). En 1989, il est nommé à la chaire I d'histoire moderne de l'Université Frédéric-Alexandre d'Erlangen-Nuremberg, qu'il occupe jusqu'à sa retraite en 2009. Il refuse les nominations aux universités de Bonn (1989) et de Leipzig (1996). À la fin du semestre d'été 2009, il donne sa conférence d'adieu sur La Bulle d'or de 1356 à l'époque moderne.
Helmut Neuhaus est membre de l'Association d'histoire constitutionnelle (de) depuis 1987, dont il est président de 2006 à 2010. Il est membre de l'Association d'étude de l'histoire moderne (1992). Depuis 1998, il est également membre à part entière de la Commission historique de l'Académie bavaroise des sciences, dont il est secrétaire de 2006 à 2018. De 2005 à 2007, il est président du groupe de travail "Frühe Neuzeit" de l'Union des historiens allemands. Il est longtemps rédacteur en chef des Archiv für Kulturgeschichte (de).
Le domaine de travail de Neuhaus comprend les thèmes les plus divers de l'histoire allemande du début de l'époque moderne, avec un accent particulier sur l'histoire constitutionnelle du Saint-Empire romain germanique, à la recherche de laquelle il apporte une contribution importante. Avec Klaus Herbers (de), il publie un récit du Saint-Empire romain germanique. Selon la préface, l'objectif des auteurs est de "raconter l'histoire presque millénaire de ce Saint-Empire romain germanique en prenant en compte de manière déterminante les lieux où il se déroule et en mettant toujours l'accent sur l'aspect local". Il présente en 2013 une édition du livre commémoratif de Karl Hegel.
Il reçoit la Croix fédérale du mérite avec ruban en 2020. Ses mérites pour la place scientifique allemande sont ainsi récompensés.

## Travaux publiés

### Ouvrages
- (de) Reichstag und Supplikationsausschuß. Ein Beitrag zur Reichsverfassungsgeschichte der ersten Hälfte des 16. Jahrhunderts, Berlin, Duncker und Humblot, coll. « Schriften zur Verfassungsgeschichte (de) » (no 24), 1977, 337 p. (ISBN 978-3-428-03830-5).
- (de) Die Konstitutionen des Corps Teutonia zu Marburg. Untersuchungen zur Verfassungsentwicklung eines Kösener Corps in seiner 150-jährigen Geschichte, Marburg an der Lahn, H. Neuhaus, 1979, 100 p.
- (de) Religiöse Bewegungen und soziale Umbrüche an der Wende vom Mittelalter zur Neuzeit, Düsseldorf, Bagel, 1980, 127 p. (ISBN 978-3-513-54808-5).
- (de) Reichsständische Repräsentationsformen im 16. Jahrhundert. Reichstag, Reichskreistag, Reichsdeputationstag, Berlin, Duncker und Humblot, coll. « Schriften zur Verfassungsgeschichte » (no 33), 1982 (réimpr. 2021), 625 p. (ISBN 978-3-428-05076-5)[3].
- (de) Das Reich in der Frühen Neuzeit, Munich, Oldenburg, coll. « Enzyklopädie deutscher Geschichte (de) » (no 42), 1997 (réimpr. 2003), X-158 p. (ISBN 978-3-486-55860-9)[4],[5].
- (de) Zeitalter des Absolutismus. 1648–1789, Stuttgart, Reclam, coll. « Deutsche Geschichte in Quellen und Darstellung (de) » (no 5), 1997.
- avec Klaus Herbers (de) : (de) Das Heilige Römische Reich : Schauplätze einer tausendjährigen Geschichte (843–1806), Cologne, Weimar, Vienne, Böhlau, 2005 (réimpr. 2010), VII-343 p. (ISBN 978-3-412-23405-8)[6].
- (de) 150 Jahre Historische Kommission bei der Bayerischen Akademie der Wissenschaften. Eine Chronik., Munich, 2008, 197 p. (ISBN 978-3-929691-12-2).

### Direction d'ouvrages collectifs
- (de) Geschichtswissenschaft in Erlangen, Erlangen, Jena, Palm und Enke, coll. « Erlanger Studien zur Geschichte » (no 6), 2000, 364 p. (ISBN 978-3-7896-0356-3).
- (de) Die frühe Neuzeit als Epoche, Munich, Oldenbourg, coll. « Historische Zeitschrift » (no 49), 2009, VII-494 p. (ISBN 978-3-486-59087-6)[7],[8].

### Édition de sources
- (de) Karl Hegels Gedenkbuch. Lebenschronik eines Gelehrten des 19. Jahrhunderts, Cologne, Weimar, Vienne, Böhlau, 2013, 414 p. (ISBN 978-3-412-21044-1)[9].